# T-38 (tank)
T-38 byl sovětský obojživelný tank produkovaný v letech 1936-1939. Vznikl na základě důkladné přestavby tanku T-37, který měl nahradit. Celkem bylo vyrobeno asi 1300 kusů.
Tento stroj byl celkově technicky spolehlivější a v některých parametrech i lepší, než jeho předchůdce, nicméně základní nedostatky: slabá výzbroj a zcela nedostatečné pancéřování, mu zůstaly. Tanky T-38 utrpěly během Zimní války i prvních měsíců Velké vlastenecké války značné ztráty, nicméně u průzkumných jednotek se ještě nějakou dobu udržely. Poslední bojové nasazení těchto strojů bylo zaznamenáno v roce 1944 při překračování řeky Svir. Tehdy ovšem již představovaly raritu i pro rudoarmějce.
Určitý počet ukořistěných T-38 zařadila ke svým průzkumným jednotkám i Finská armáda, která je nasazovala v severských oblastech, kde tolik nehrozilo jejich střetnutí s protitankovými děly nebo obrněnou technikou. V roce 1944 byly všechny tyto stroje vyřazeny a použity jako cvičné cíle.
Byl učiněn pokus přezbrojit tyto tanky na 20mm automatický kanón TNŠ, ale nakonec od toho bylo upuštěno. Nový kanón dostalo mizivé množství strojů.

## Verze
- T-38 - standardní sériová verze
- T-38-M1 - pokus o zavedení nové převodovky, která se však nakonec ukázala příliš složitá pro sériovou výrobu
- T-38-M2 - verze s novým motorem GAZ M-1
- T-38RT - verze vybavená radiostanicí
- NII-20 - experimentální verze. T-38 (NII-20) se zvláštní radiostanicí měl nasměrovat teletank T-26 (TT-26) naložený výbušninami na objekt a odpálit ho na dálku.
- T-38(TU) - velitelská verze, vyznačovala se rozměrnou rámovou anténou radiostanice po obvodu horní části korby. Tato verze sloužila velitelům tankových jednotek, kteří pomocí radiostanice, udržovali spojení s vyššími stupni velení. Podřízeným tankům se povely sdělovaly pomocí signalizačních praporků.
- OT-38 - plamenometná verze
- T-38TT - teletank
- T-20 Komsomolec - Dělostřelecký tahač
- SU-45 - samohybné dělo vyzbrojené 45mm kanónem